# Jaime Ramírez (Fußballspieler, 1967)
Jaime Ramírez, mit vollständigem Namen Jaime Patricio Ramírez Manríquez, (* 3. März 1967 in Santiago de Chile) ist ein ehemaliger chilenischer Fußballspieler. Der Mittelfeldspieler spielte 19-mal für die Nationalmannschaft Chiles.

## Karriere

### Vereinskarriere
Jaime Ramírez debütierte 1985 für Unión Española unter Trainer Orlando Aravena. Dort reifte er zum Nationalspieler und absolvierte in fünf Jahren 72 Ligaspiele, in denen er 17 Tore erzielte. 1989 wechselte Ramírez in die Schweiz zum FC Sion, bei dem er sich nicht durchsetzen konnte. Mit dem Klub gewann er den Schweizer Pokal 1990/91, kehrte aber in der zweiten Jahreshälfte nach Chile zurück. Beim CSD Colo-Colo gewann er die Meisterschaft 1991, war aber beim Copa-Libertadores-Sieg nicht für den Wettbewerb spielberechtigt. 1991 spielte Ramírez für Deportes Concepción und ging dann nach Mexiko, wo er für Atlético Morelia und anschließend für Toros Neza spielte.
1995 kam Ramírez zu Unión Española zurück und blühte unter Trainer Nelson Acosta auf. Es gelang ihm der Sprung zurück in die Nationalmannschaft und er wechselte zum Universidad de Chile, kam jedoch nur zu einem einzigen Ligaeinsatz und seine Drogen- und Alkoholsucht wurden stärker. 1998 beendete Ramírez seine Karriere bei Unión Española, das in der Vorsaison in die zweiten Liga abgestiegen war.

### Nationalmannschaftskarriere
Für die U-20-Auswahl spielte Jaime Ramírez 1986 und qualifizierte sich mit der jungen La Roja für die Weltmeisterschaft 1987, an der er Altersgründen nicht teilnehmen konnte.
Das Debüt in der chilenischen Nationalmannschaft gab Ramírez im September 1988 beim Freundschaftsspiel gegen Ecuador und war in den Jahren 1988 und 1989 Stammspieler von La Roja. Ramírez spielte bei der Copa América 1989 bei den beiden Siegen in der Gruppenphase gegen Bolivien und Ecuador. Chile schied gegenüber den punktgleichen Uruguayern als Gruppendritter der fünf Teams aus.
Nach dem Skandalspiel 1989 wurde die Nationalmannschaft Chiles neu aufgestellt und Ramírez wurde lange Zeit nicht mehr nominiert. Ramírez gab später an, von den Vorbereitungen zur Spielmanipulation gewusst zu haben. Erst im Februar 1996 absolvierte er drei weitere Freundschaftsspiele. Der 4:0-Erfolg gegen Peru war der letzte Länderspieleinsatz von Ramírez, der in 19 Partien für Chile zwei Tore erzielte.

## Erfolge
Unión Española
- Copa de Invierno: 1989

FC Sion
- Schweizer Pokalsieger: 1990/91

Colo-Colo
- Chilenischer Meister: 1991